# Metrionotus
Metrionotus is een geslacht van vliesvleugelige insecten van de familie platkopwespen (Bethylidae).

## Soorten
- M. bekkeri Moczar, 1984
- M. caspicus (Nagy, 1969)
- M. minimus (Kieffer, 1906)
- M. nigriceps (Kieffer, 1906)
- M. parvulus (Kieffer, 1906)
- M. pyrenaicus (Kieffer, 1906)